# Rovt pod Menino
Rovt pod Menino je naselje v Občini Nazarje.